# Städtisches Gymnasium Kamen
Das Städtische Gymnasium Kamen ist ein Gymnasium in Kamen im östlichen Ruhrgebiet. Zurzeit wird die Schule von fast 1000 Schülern besucht, die von über 80 Lehrkräften unterrichtet werden.

## Geschichte
Bereits im Jahr 1586 gab es in Kamen eine Lateinschule. Rektor war zu dieser Zeit der Pfarrer Anton Praetorius.
Das Kamener Gymnasium wurde am 1. Oktober 1858 als Rektoratschule gegründet und war damit die erste städtische höhere Lehranstalt in Kamen. Im Jahr 2008 feierte die Schule ihr 150-jähriges Bestehen.
Das Gymnasium engagiert sich gegen Mobbing. Es gibt Vertrauenslehrer, Streitschlichter und eine Schulpsychologin. 2014 wurde die Schule zu einer Schule ohne Rassismus – Schule mit Courage ernannt.
Die Oberstufe weist heute eine Schülerzahl von rund 450 Schülern auf (Stand: Mai 2014).

## Unterrichtsangebot
Das Gymnasium hat einen neusprachlichen Schwerpunkt. Angeboten werden neben Deutsch und Englisch auch Französisch und Latein sowie Spanisch als Grundkurse in der Oberstufe.
Neben evangelischem und katholischem Religionsunterricht wird als Ersatzfach Praktische Philosophie bzw. Philosophie angeboten.
Mit der Gesamtschule Kamen besteht eine Kooperation mit der Möglichkeit, dortige Leistungskurse zu besuchen und umgekehrt.
Jährlich gibt es einen Schüleraustausch mit Frankreich, in unregelmäßigen Abständen mit Russland und der Türkei; ebenso mit Israel.

## Arbeitsgemeinschaften
Folgende Arbeitsgemeinschaften werden angeboten:
- Im sportlichen Bereich: Handball, Indiaca, Schach, Tanz, Volleyball
- Im musischen bzw. künstlerischen Bereich: zwei Schulchöre, Schulorchester, Instrumentalmusik, Keyboard, Theater

In der Qualifikationsphase 1 werden ein instrumentalpraktischer, ein vokalpraktischer Kurs, sowie Literatur Film, Theater oder Schreibwerkstatt angeboten. Alle können als einjähriger Grundkurs gewählt werden.
Die Schulgarten-AG pflegt den größten Schulgarten Nordrhein-Westfalens, in dem neben seltenen Pflanzen auch Obst und Gemüse angebaut werden.
Seit 1980 gibt es am nahen Segelflugplatz in Kamen-Derne eine Segelflug-AG in Kooperation mit den Luftsportfreunden Kamen/Dortmund.
2013 gründeten einige Schüler eine LesBiSchwul-Gemeinschaft, die versucht, Homophobie zu minimieren, und gemobbten Schülern Hilfe anbietet.
Seit 2017 gibt es auch eine Fairtrade AG, die Aktionen planen und durchführen, sodass das Gymnasium eine Fairtrade-School sein kann.
2020 gründete das Gymnasium auch den Schulsanitätsdienst, um bei verletzten Schülern erste Hilfe leisten zu können.

## Erfolge
Im sportlichen Bereich waren Schüler des Gymnasiums in verschiedenen Sportarten, wie Fußball, Handball, Judo, Schach oder Tennis erfolgreich. Ein Grund dafür sind auch die in Kamen ansässige Sportschule Kaiserau, der Fußball- und Leichtathletik-Verband Westfalen und der Westfälische Tennis-Verband (WTV), der einen Trainingsstützpunkt in Kamen aufgebaut hat.
Die ehemalige Schülerband Binki sagt Buh! erlangte durch ihre Teilnahme an der Castingshow X Factor größere Bekanntheit.

## Ehemalige Schüler
- Elmar Altvater (1938–2018), Politikwissenschaftler
- Anastasia Zampounidis (* 1968), Moderatorin
- Dinah Pfizenmaier (* 1992), Tennisspielerin[4]
- Ina Scharrenbach (* 1976), Betriebswirtin und Politikerin (CDU)
- Stefan Titze (* 1994), Autor, Komiker und Podcaster[5]

## Schriften
- Bericht : über das Schuljahr ... , 	Kamen, Nachgewiesen 1908/09(1909) - 1909/10(1910) Digitalisat
- Bericht : über das Schuljahr ... , 	Kamen, 1910, 1914 Digitalisat